# Zamora Ilustrada

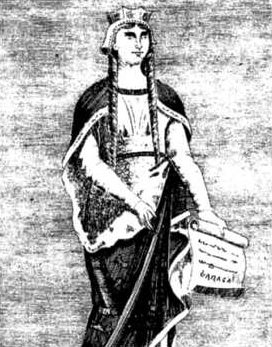
Doña Urraca de Zamora en un grabado aparecido en la revista "Zamora Ilustrada" de 1882.

Zamora Ilustrada fue una publicación ilustrada periódica de finales del siglo XIX que dedicaba sus números a los eventos culturales acontecidos en la provincia de Zamora (España).   
El objetivo primordial era dar a conocer el arte y patrimonio artístico cultural de la provincia con una publicación semanal (se subtitulaba «revista literaria semanal») en la que se mostraban grabados del patrimonio representativo de Zamora. El primer número salió a la luz en el año 1881 finalizando la tirada en 1883. En la revista publicaron artículos historiadores de la provincia con reputación como Cesáreo Fernández Duro (fue director de la publicación) y Ursicinio Álvarez Martínez. Incluyó ilustraciones de artistas como Genaro Pérez Villaamil (1842-1844) o Francisco Javier Parcerisa (1861). La Diputación Provincial de Zamora con el objeto de dar a conocer la publicación en el año 1989 sacó una reedición faccsimil de los números publicados.  